# Jana Beranováprijs
De Jana Beranováprijs is een landelijke prijs voor literaire verdiensten, toegekend aan een auteur uit het Nederlandse taalgebied, vernoemd naar de Rotterdamse dichter Jana Beranová.
De prijs werd in 2019 ingesteld door Stichting Woordnacht. Vier maanden voorafgaand aan de toekenning wordt een onafhankelijke jury geformeerd. Deze kiest een laureaat die de artistieke vrijheid en integriteit vooropstelt, zonder te hechten aan waardering op grond van conventionele, modieuze of morele criteria. De uitreiking geschiedt in november in Rotterdam tijdens het jaarlijkse literatuurfestival Woordnacht. Aan de prijs is een bedrag van 4000 euro verbonden.

## Winnaars
- 2019 - Peggy Verzett
- 2020 - Michael Tedja
- 2022 - Annelies Verbeke
- 2023 - Wim T. Schippers